# Joseph Eiselein
Joseph Eiselein (auch Josua Eiselein) (* 18. März 1791 in Engen; † 30. Mai 1856 in Geisingen) war ein deutscher Gelehrter, Gymnasiallehrer und Bibliothekar.
Eiselein wurde im Oktober 1816 provisorisch Lehrer am Gymnasium in Donaueschingen, im März 1818 fest angestellt und erhielt im Herbst 1818 die Priesterweihe; 1819 wurde er Präfekt des Gymnasiums und 1820 fürstenbergischer Hofkaplan und Bibliothekar der Fürstlich Fürstenbergischen Hofbibliothek. 
1823 gab Eiselein sein Priesteramt auf und trat zum evangelischen Glauben über, womit er seine Anstellung verlor. In Donaueschingen veranlasste er 1822 die Herausgabe der Werke Lessings und gab selbst 1825 bis 1829 eine vollständige Ausgabe der Werke Johann Joachim Winckelmanns heraus, die heute noch nicht vollständig ersetzt ist. 1826 wurde er Lehrer am Pädagogikum in Durlach. 
Ab 1827 war er Oberbibliothekar der Universitätsbibliothek Heidelberg und gab an der Universität im Sommersemester 1830 auch Vorlesungen über Geschichte und Geographie der Staaten Amerikas. 
1832 trat er in den Ruhestand und lebte seitdem als Privatgelehrter, ab 1836 in Konstanz, ab etwa 1845 in Geisingen.
Seine Söhne waren der Gymnasialprofessor Friedrich Eiselein (1829–1900) und der Landgerichtspräsident Karl Eiselein (1831–1899).

## Veröffentlichungen (Auswahl)
- (Hrsg.): Johann Winckelmanns sämtliche Werke: dabei Porträt, Facsimile und ausführliche Biographie des Autors; unter dem Texte die frühern und viele neue Citate und Noten; die allerwärts gesammelten Briefe nach der Zeitordnung, Fragmente, Abbildungen und vierfacher Index. 12 Bände. Verlag Deutscher Classiker, Donaueschingen 1825–1829 (Digitalisat).
- Die Sprichwörter und Sinnreden des deutschen Volkes in alter und neuer Zeit. Zum ersten Mal aus den Quellen geschöpft, erleutert und mit Einleitung versehen. Literarischer Verlag, Donaueschingen 1838. (Mit einem Vorwort von Wolfgang Mieder. Georg Olms Verlag, 2019.)
- (Hrsg.): Jacob Grimms Grammatik der hochdeutschen Sprache, unserer Zeit. Bearbeitet für Schulen und Privatunterricht. Konstanz 1843 (Digitalisat).
- Grundlinien der deutschen Sprachlehre in Reimversen abgefasst nach Jakob Grimms Grammatik. Meck, Konstanz 1845.
- (Übers.): Samuel Butlers HUDIBRAS. Ein schalkhaftes Heldengedicht. Im Versmaße des Originals verdeutschet von Josua Eiselein, Professor u. weiland Oberbibliothekar der Universität Heidelberg. Verlag von Ph. Wilh. Lippe, Freiburg i. B. 1846.
- Geschichte und Beschreibung der Stadt Konstanz und ihrer nächsten Umgebung. Meck, Konstanz 1851.
- Führer durch den Dom oder die Münsterkirche in Constanz. Stadler, Konstanz 1853.